# Середичі
Середичі (рос. Середичи) — село у Болховському районі Орловської області Російської Федерації.
Населення становить 156 осіб. Входить до муніципального утворення Хуторське сільське поселення.

## Історія
Населений пункт розташований у межах Чорнозем'я. 30 липня 1928 року у складі Орловського округу Центрально-Чорноземної області, 13 червня 1934 року після ліквідації Центрально-Чорноземної області населений пункт увійшов до складу новоствореної Курської області.
З 27 вересня 1937 року район у складі новоствореної Орловської області.
Від 2013 року входить до муніципального утворення Хуторське сільське поселення.

## Населення
| 2010 |
| ---- |
| 156  |